# Парсли, Ли Энн
Ли Энн Парсли (англ. Lea Ann Parsley, 12 июня 1968, Логан, Западная Виргиния) — американская скелетонистка, выступавшая за сборную США с 1998 года по 2006-й. Серебряная призёрша зимних Олимпийских игр в Солт-Лейк-Сити, обладательница нескольких медалей на этапах Кубков Америки и мира, чемпионка национального первенства.

## Биография
Ли Энн Парсли родилась 12 июня 1968 года в городе Логан, штат Западная Виргиния, в семье прямых потомков знаменитых Маккоев, известных по масштабной вражде с другой семьёй. Детство провела в городе Гранвиль, штат Огайо, где окончила старшую школу и работала пожарным-волонтёром. Ещё в школе увлеклась спортом, а после поступления в Университет Маршалла стала выступать за студенческие команды по баскетболу и лёгкой атлетике. Как баскетболистка была включена во вторую сборную всех звёзд южной конференции, став одной из четырнадцати девушек за всю историю учебного заведения, кому удалось набрать больше тысячи очков. Из легкоатлетических дисциплин предпочла прыжки в высоту и метание копья. В метании копья установила рекорд местного значения, дважды признавалась спортсменкой года в университете и впоследствии попала в Зал спортивной славы.
В 1998 году Парсли заинтересовалась скелетоном и присоединилась к национальной команде по этому виду спорта. Год спустя на этапе Кубка мира в норвежском Лиллехаммере финишировала второй и получила серебряную медаль, став первой американской скелетонисткой, оказавшейся на подиуме этих соревнований. В 2000 году заняла четвёртое место на Играх доброй воли. Благодаря череде удачных выступлений удостоилась права защищать честь страны на Олимпийских играх 2002 года в Солт-Лейк-Сити, где выиграла серебряную награду.
После завершения Игр продолжила выступать на высоком уровне. В 2004 году одержала победу на чемпионате США, тогда как на Кубке мира уже успела завоевать семь медалей разного достоинства. Планировала принять участие в заездах Олимпийских игр 2006 года в Турине, но буквально за несколько часов до квалификации во время тренировки сильно повредила правую ногу и вынуждена была отказаться от этой затеи. На тот момент Ли Энн Парсли было уже 37 лет, поэтому в связи с травмой она приняла решение завершить карьеру профессиональной спортсменки, хотя на Олимпиаду всё равно поехала — в качестве помощницы главного тренера.
Ещё со школы Парсли часто выступала добровольцем при тушении пожаров, а с 1995 года устроилась работать в пожарное отделение на постоянной основе. В этой области она тоже добилась значительных успехов, так, в 1999 году была признана лучим пожарным штата Огайо, после того как спасла из горящего дома мать с малолетней дочерью.